# Marcel Lajeunesse
Marcel Lajeunesse, né en 1942 à Mont-Laurier, est un bibliothécaire, professeur et historien québécois. Il est reconnu pour sa contribution dans le domaine de l'histoire du livre et des bibliothèques au Canada.

## Biographie

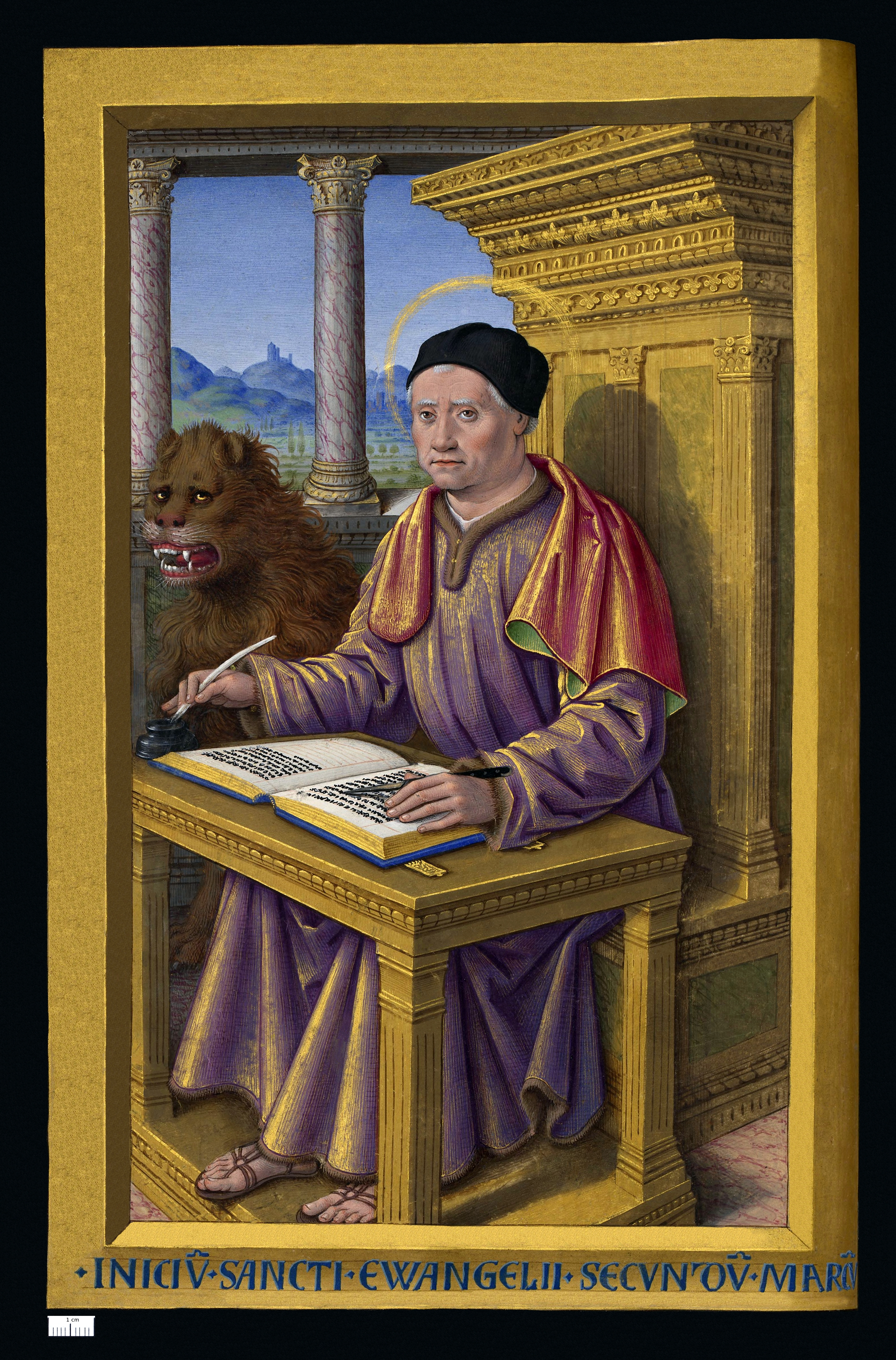
Grandes Heures d'Anne de Bretagne (livre d'heure), don de Marcel Lajeunesse aux Livres et collections spéciales de l'Université de Montréal

Marcel Lajeunesse est détenteur d'un doctorat en histoire de l'Université d'Ottawa. Il  est depuis 2006 professeur associé à l'École de bibliothéconomie et des sciences de l'information (EBSI) de l'Université de Montréal. Il est directeur de cette école entre 1987 et 1994. De 1994 à 2002, il est vice-doyen de la Faculté des arts et des sciences de l'Université de Montréal. Il prend sa retraite de son poste de professeur titulaire de l'EBSI en 2006 (1970-2006).
Marcel Lajeunesse est l'auteur d'environ 200 publications en lien avec l'histoire du livre et des bibliothèques au Canada au cours de sa carrière.
À l'automne 2005, Marcel Lajeunesse fait don de sa collection de livres d'heures aux Livres rares et collections spéciales de la Direction des bibliothèques de l'Université de Montréal.
Il est actuellement[Quand ?] co-directeur avec Carol Couture de la collection Gestion de l'information (Presses de l'Université du Québec), qui « porte sur les manières de traiter et d’organiser l’information dès sa création jusqu’à son utilisation ».

## Expertises de recherche
Les domaines de recherche de Marcel Lajeunesse sont les suivants : questions relatives à l'édition ; histoire du livre, des bibliothèques et des sciences de l'information ; aspects comparés et internationaux de l'information ; politiques nationales d'information ; bibliothèques d'enseignement (collèges et universités) ; formation en sciences de l'information; archivistique).

## Honneur
Marcel Lajeunesse reçoit le 28 mai 2012 la Médaille Marie-Tremaine de la Société bibliographique du Canada. Ce prix «souligne et récompense la contribution exceptionnelle d’un chercheur au monde de la bibliographie canadienne, de l’histoire du livre et des bibliothèques».

## Œuvres
- L'éducation au Québec (XIXe-XXe siècles). Trois-Rivières, Boréal Express, 1971. 148p.
- Les bibliothèques des collèges d'enseignement général et professionnel du Québec: étude de leur évolution (1969-1983), Montréal, EBSI, 1985, 208p.
- Les Sulpiciens et la vie culturelle à Montréal au XIXe siècle. Montréal : Fides, 1982, 280 p.
- Meilleur, Chauveau and libraries in Québec in mid nineteeth century. Journal of Library hstory, 18, 1982: 255-273.
- La bibliothèque au Québec, une institution culturelle au cœur des débats sociaux. In : André Turmel (Éd.). Culture, institution et savoir. Sainte-Foy, Presses de l'Université Laval, 1997, p. 171-179.
- Lecture publique et culture au Québec. XIXe et XXe siècles. Sainte-Foy, Les Presses de l'Université du Québec, 2004, 244 p.
- Le bibliothécaire québécois: d'un homme de lettres à un professionnel de l'information. Documentation et bibliothèques, 51, 2005, no 2: 139-148.
- Bibliothèques publiques au Québec : une institution stratégique pour le développement culturel. Bulletin des bibliothèques de France 54, 2009, no 3 : 64-72
- Le livre religieux au Québec, 1968-2007: analyse des données de l'édition. Études d'histoire religieuse, 76, 2010: 27-42.
- Public libraries and reading in Québec: a history of censorship and freedom. Library & Information History 28, 2012, no. 1: 26-40.
- L'archivistique à l'ère du numérique. Les éléments fondamentaux de la discipline. Québec : Les Presses de l'Université du Québec, 2014, 278 p. (co-auteur : Carol Couture).
- Panorama de l'archivistique contemporaine. Évolution de la discipline et de la profession. Mélanges offerts à Carol Couture. Québec : Les Presses de l'Université du Québec, 2015, 332 p. (Co-auteure : Louise Gagnon-Arguin).
- Pour une histoire des femmes bibliothécaires au Québec. Portraits et parcours de vies professionnelles. Québec : Les Presses de l'Université du Québec, 2020, xviii-178 p. (Co-auteurs : Éric Leroux et Marie D. Martel).
- Le livre et la bibliothèque : la quête des savoirs et de la culture. Mélanges offerts à Marcel Lajeunesse. - Sous la direction de Carol Couture et Éric Leroux. - Québec : Les Presses de l'Université du Québec, 2023, xx-330 p. - (Sciences de l’information, Collection sous la direction de Dominic Forest, Éric Leroux et Sabine Mas). -  (ISBN 978-2-7605-5802-1).